# Дюранс
Дюранс (на френски: Durance; на окситански: Durença; на латински: Druentia) е река в Югозточна Франция (департаменти Горни Алпи, Алпи Горен Прованс, Воклюз и Буш дю Рон), ляв приток на Рона. Дължина 324 km, площ на водосборния басейн 14 225 km²

## Географска характеристика

### Извор, течение, устие
Река Дюранс води началото си на 2342 m н.в., в Котските Алпи, на 7 km източно от град Бриансон и на 4 km южно от прохода Монженевр. В горното и средно течение генералната ѝ посока е на юг-югозапад, а в долното – на запад-северозапад. Пресича Прованските Алпи в дълбока и тясна долина (на места каньонообразна), с малки котловинни разширения. При град Салон дьо Прованс излиза от планините и навлиза в североизточната част на Ронската низина. Тук долината ѝ става широка и плитка, а коритото ѝ почти навсякъде е оградено с водозащитни диги. Влива се отляво в река Рона, на 17 m н.в., при югозападните квартали на град Авиньон.

### Водосборен басейн, притоци
Водосборният басейн на Дюранс обхваща площ от 14 225 km², което представлява 14,88% от водосборния басейн на Рона. На север водосборния басейн на Дюранс граничи с водосборните басейни на реките Неск, Ег, Дром и Изер (леви притоци на Рона), на изток – с водосборния басейн на река По (от басейна на Адриатическо море), а на югоизток и юг – с водосборните басейни на реките Вар, Аржан и Арк, вливащи се директно в Средиземно море.
Основни притоци:
- леви – Гил (52 km, 727 km²), Юбай (83 km, 1011 km²), Блеон (68 km, 906 km²), Асе (75 km, 500 km²), Вердон (166 km, 2294 km²);
- десни – Бюеш (85 km, 1490 km²), Ларг (55 km), Кулон (87 km, 1028 km²)[2].

### Хидроложки показатели
Река Дюранс в горното си течение има предимно снежно подхранване, а в средното и долното – преобладаващо дъждовно, с ясно изразено зимно и пролетно (вкл. месец юни) пълноводие. По време на пълноводието си нивото на реката се покачва с 4 – 7 m и в миналото е причинявала големи наводнения в долното си течение, в Ронската низина. Среден годишен отток в долното течение 190 m³/sec, максимален до 5200 m³/sec.

## Стопанско значение, селища
В горното и средно течение на Дюранс е изградена каскада от ВЕЦ-ове с обща мощност 1300 хил.квт. Изградените язивири регулират годишния отток на реката, като по този начин се предотвратяват катастрофалните ѝ наводнения, осигуряват вода през лятото и есента за напояването на повече от 60 хил. ха земеделски земи в Ронската низина. В миналото по реката се е спускал необработен дървен материал за дървообработващите фабрики по средиземноморското крайбрежие на Франция. Водите на Дюранс поради това, че протичат през слабо населени райони са чисти и се използват за битово водоснабдяване на Марсилия и други селища по Лазурния бряг.
Долината на реката е сравнително слабо населена, като най-големите селища са: Бриансон, Амбрюн, Систерон, Маноск, Петрюи, Кавайон и Авиньон.